# Karen Junqueira
Karen Junqueira Pereira Pinto (ur. 28 kwietnia 1983 w Caxambu w Minas Gerais) – brazylijska aktorka telewizyjna, teatralna, filmowa i modelka. 
Jest w związku z aktorem José Loreto.

## Wybrana filmografia

### Seriale TV
- 2006-2007: Trening (Malhação) jako Teresa Lopes Maia (Tuca)[9]
- 2007-2008: Caminhos do Coração jako Fabiana Barbacena (Fúria)
- 2009: Poder Paralelo jako Regina Castellamare (Gigi)
- 2011: Samson i Delilah (Sansão e Dalila) jako Taís
- 2012: Preamar jako Paula[10]
- 2012: Máscaras jako Luma Rodrigues Valdez[11][12]
- 2014: O Caçador jako Sandrita
- 2014: Imperium (Império) jako Fernanda
- 2015: Gdybym Był Tobą (Se eu Fosse Você) jako Ana
- 2015: O Grande Gonzaléz jako Aktorka komercyjnego
- 2016: Haja Coração jako Jéssica Sampaio
- 2018: Os Suburbanos jako Soraya
- 2018: Natália jako Vivienny

### Filmy fabularne
- 2011: A Promessa de Geronimo jako Raquel
- 2013: Nagi (A Pelada) jako Hanna
- 2017: Jeśli Zycie Zaczęło Się Teraz (Se a Vida Começasse Agora)
- 2018: Chacrinha: O Velho Guerreiro jako Rita Cadillac[13][14]